# شقران اليشاني
شقران اليشاني (الاسم العلمي:Puccinia arisanensis) هو نوع من الفطريات يتبع جنس الشقران من الفصيلة الشقرانية.